# Пассивный фильтр
Пассивный фильтр — электронный фильтр, состоящий только из пассивных компонентов, таких как, к примеру, конденсаторы и резисторы. Пассивные фильтры не требуют никакого источника энергии для своего функционирования. В отличие от активных фильтров в пассивных фильтрах не происходит усиления сигнала по мощности. Практически всегда пассивные фильтры являются линейными.
Пассивные фильтры используются повсеместно в радио- и электронной аппаратуре, например в акустических системах, источниках бесперебойного питания и т. д.